# Billy Nordström
Billy Brandon Nordström (Göteborg, 18 settembre 1995) è un calciatore svedese, difensore del Västra Frölunda.

## Carriera
La sua prima squadra di calcio con cui ha giocato da bambino è stata il Rannebergens IF con sede ad Angered, sobborgo di Göteborg. Proprio ad Angered, Billy è cresciuto con sei fratelli maggiori.
È poi entrato nelle giovanili dell'IFK Göteborg, nelle quali ha militato per dieci anni.
Il 20 agosto 2014, nell'incontro di Coppa di Svezia contro i dilettanti dell'Assyriska IK Jönköping, ha giocato i suoi primi minuti con la prima squadra dell'IFK Göteborg. In vista della stagione 2015 è stato promosso definitivamente in prima squadra, anche se nel corso di quell'anno finirà per giocare solo una partita di campionato e una di coppa. Durante l'Allsvenskan 2016 ha invece collezionato 8 presenze totali, passando il resto dell'annata in panchina come riserva di Haitam Aleesami prima e di Scott Jamieson poi.
Nel gennaio del 2017 l'IFK Göteborg gli ha rinnovato il contratto per altri due anni con un'opzione per il terzo anno, girandolo però al tempo stesso in prestito al Varberg nel campionato di Superettan. Già nel successivo mese di luglio, tuttavia, Nordström è stato richiamato all'IFK Göteborg, complice anche il rientro in Australia di Jamieson. Da quel momento ha occupato con stabilità il ruolo di terzino sinistro titolare, in un'annata difficile per la squadra biancoblu visto il 10º posto in classifica. Nel corso del campionato seguente ha invece giocato 14 partite, di cui 6 da titolare, in un'altra stagione travagliata conclusa all'11º posto. A fine anno ha lasciato la squadra.
Il 16 dicembre 2018 è stato reso noto che Nordström, a partire dall'imminente mese di gennaio, sarebbe diventato ufficialmente un giocatore del Brommapojkarna. La squadra era reduce dalla retrocessione in seconda serie dell'anno prima, ma che al termine della stagione in cui Nordström è stato in rosa è ulteriormente retrocessa visto il penultimo posto nella Superettan 2019.
Il terzino tuttavia non è sceso in terza serie, poiché è stato ceduto all'Öster – altra società militante in Superettan – con cui ha firmato un contratto di due anni.
Terminata questa parentesi, nel febbraio 2022 è tornato presso la sua città natale per giocare con l'Utsikten neopromosso in Superettan, ma ha lasciato la squadra già a fine marzo, prima dell'inizio del campionato.